# Seve Trophy 2011
De Vivendi Seve Trophy van 2011 werd van 15 t/m 18 september gespeeld op de baan Golf de Saint-Nom-la-Bretèche bij Saint-Nom-la-Bretèche in de buurt van Parijs, Frankrijk.
Het toernooi werd gespeeld door professionals van continentaal Europa tegen een team van spelers uit Groot-Brittannië en Ierland. De spelers van de Britse Eilanden waren voor de zesde opeenvolgende keer de "Europeanen" de baas.

## De teams
| Vlag van Europa                 | &                           |
| ------------------------------- | --------------------------- |
| Jean van de Velde, n.p. captain | Paul McGinley, n.p. captain |
| Thomas Bjørn                    | Darren Clarke               |
| Nicolas Colsaerts               | Jamie Donaldson             |
| Anders Hansen                   | Simon Dyson                 |
| Peter Hanson                    | Ross Fisher                 |
| Raphaël Jacquelin               | Mark Foster                 |
| Miguel Ángel Jiménez            | David Horsey                |
| Pablo Larrazábal                | Scott Jamieson              |
| Matteo Manassero                | Ian Poulter                 |
| Francesco Molinari              | Robert Rock                 |
| Alexander Norén                 | Lee Westwood                |

## Donderdag 15 september
Het toernooi werd voor het eerst gespeeld zonder de aanwezigheid van Severiano Ballesteros, die enkele maanden eerder overleden was. Om hem te eren, werd afgesproken dat de twee Spaanse spelers het toernooi startten en dat Miguel Ángel Jimenez – goed bevriend met Ballesteros – de eerste bal mocht afslaan.
De jongste deelnemer is de 18-jarige Matteo Manassero, die een jaar eerder ook al de jongste winnaar op de Europese Tour was.
Op de eerste dag werden fourballs gespeeld.
| Winnend team                       | Uitslag | Verliezend team                         |
| ---------------------------------- | ------- | --------------------------------------- |
| Jamie Donaldson & Simon Dyson      | 2&1     | Miguel Ángel Jiménez & Pablo Larrazábal |
| Ross Fisher & Scott Jamieson       | 6&4     | Peter Hanson & Raphaël Jacquelin        |
| Anders Hansen & Francesco Molinari | 1 up    | Mark Foster & Lee Westwood              |
| Darren Clarke & David Horsey       | 1 up    | Nicolas Colsaerts & Matteo Manassero    |
| Ian Poulter & Robert Rock          | 5&3     | Thomas Bjørn & Alexander Norén          |

| Brits-Iers team | Europees team | gelijke stand |
| --------------- | ------------- | ------------- |

Na de eerste dag staat continentaal Europa met 4–1 achter. Namens de Britten en Ieren verloren alleen Mark Foster en Lee Westwood hun partij.

## Vrijdag 16 september
De tweede ronde werden ook fourballs gespeeld. Jean van de Velde heeft nieuwe partnercombinaties gevormd, Paul McGinley niet.
| Winnaars                                | Uitslag | Verliezers                         |
| --------------------------------------- | ------- | ---------------------------------- |
| Jamie Donaldson & Simon Dyson           | ½–½     | Thomas Bjørn & Raphaël Jacquelin   |
| Alexander Norén & Peter Hanson          | 5&3     | Ian Poulter & Robert Rock          |
| Miguel Ángel Jiménez & Pablo Larrazábal | 3&2     | Darren Clarke & David Horsey       |
| Mark Foster & Lee Westwood              | 5&3     | Anders Hansen & Francesco Molinari |
| Nicolas Colsaerts & Matteo Manassero    | 2 up    | Ross Fisher & Scott Jamieson       |

De stand na de tweede dag was Continentaal Europa 4½ – Groot-Brittannië & Ierland 5½.

## Zaterdag 17 september
Zaterdag werden er 's ochtends vier greensomes gespeeld en 's middags vier foursomes. De greensomes werden met 3½–½ door Continentaal Europa verloren zodat ze met 9–5 achter kwam te staan. Hoewel de continentale spelers in het begin van de middag een voorsprong hadden, ging die verloren. Het stond nu 11½–6½ voor het Brits-Ierse team.
| Winnend team                   | Stand     | Verliezend team                         |
| Greensome                      | Greensome | Greensome                               |
| ------------------------------ | --------- | --------------------------------------- |
| Simon Dyson & Jamie Donaldson  | 2&1       | Nicolas Colsaerts & Matteo Manassero    |
| Peter Hanson & Alexander Norén | ½–½       | David Horsey & Darren Clarke            |
| Ian Poulter & Ross Fisher      | 2&1       | Thomas Bjørn & Raphaël Jacquelin        |
| Lee Westwood & Scott Jamieson  | 4&3       | Miguel Ángel Jiménez & Pablo Larrazábal |
| Foursomes                      |           |                                         |
| Robert Rock & Jamie Donaldson  | ½–½       | Francesco Molinari & Matteo Manassero   |
| Thomas Bjørn & Anders Hansen   | 3&2       | Mark Foster & Ross Fisher               |
| Ian Poulter & Simon Dyson      | 3&1       | Pablo Larrazábal & Alexander Norén      |
| David Horsey & Lee Westwood    | 4&3       | Nicolas Colsaerts & Raphaël Jacquelin   |

## Zondag 18 september
Op de laatste dag van de Trophy werden er tien single matchplay partijen gespeeld. Aan het begin van de dag stonden de continentale spelers vijf punten achter, maar nadat de eerste vijf partijen klaar waren, was de achterstand verdwenen. De stand werd 12–12 toen Nicolas Colsaerts en David Horsey ieder een half punt binnenhaalden. Er waren toen nog vier partijen in de baan. Pablo Larrazábal verloor op de laatste hole van Scott Jamieson, Matteo Manassero verloor op de laatste hole van Ian Poulter. Daarna was de stand 12–14 en stond vast dat het Brits/Ierse team gewonnen had want Mark Foster, die hole 18 nog moest spelen, stond 1up na hole 17 en was dus zeker van een half punt. Ook de laatste partij werd op hole 18 beslist, maar die was alleen nog maar belangrijk voor de precieze uitslag.
| Winnaar              | Uitslag | Verliezer         |
| -------------------- | ------- | ----------------- |
| Thomas Bjørn         | 2&1     | Lee Westwood      |
| Anders Hansen        | 1 up    | Simon Dyson       |
| Francesco Molinari   | 4&3     | Jamie Donaldson   |
| Alexander Norén      | 4&3     | Robert Rock       |
| Miguel Ángel Jiménez | 4&2     | Darren Clarke     |
| Nicolas Colsaerts    | ½–½     | David Horsey      |
| Scott Jamieson       | 1 up    | Pablo Larrazábal  |
| Ian Poulter          | 1 up    | Matteo Manassero  |
| Mark Foster          | 1 up    | Raphaël Jacquelin |
| Ross Fisher          | ½–½     | Peter Hanson      |